# Jill Jones
Jill Jones (11 juli 1962) is een Amerikaanse zangeres en tekstschrijver. Ze is voornamelijk bekend als achtergrondzangeres van Prince en van het hitje 'Mia Bocca'.

## Jeugd
Jones is de dochter van een Afro-Amerikaans fotomodel en een Amerikaans-Italiaanse drummer in een jazzband. Haar ouders scheidden toen ze nog vrij jong was en ze werd een groot deel van haar jeugd opgevoed door haar moeder en grootouders. Op haar vijftiende werd ze achtergrondzangeres bij de band Teena Marie in Los Angeles.

## Begin
Ze werd in 1980 ontdekt door Prince. Teena Marie was openingsact tijdens een tournee van Prince en hij was zeer onder de indruk van Jones' stemgeluid. De twee hielden contact en in 1982 werd ze gevraagd om achtergrondzang te verzorgen bij de nummers '1999' en 'Little Red Corvette'. Ook deed ze achtergrondzang bij Vanity 6, een groep die door Prince was opgericht.
Ze had een rol als serveerster in de film 'Purple Rain' en had ook een kortstondige knipperlichtrelatie met Prince.

## Solo
In 1987 kwam haar eerste soloalbum uit, genaamd 'Jill Jones'. Eigenlijk was het een album van Prince, omdat alle muziek en teksten door hem waren geschreven. Jones was alleen de uitvoerder. Het album kwam uit op Prince's platenlabel, Paisley Park Records. Het album wordt gekenmerkt door funk- en jazzritmes en kreeg lovende kritieken van muziekjournalisten. Desondanks was het album geen commercieel succes. Alleen het nummer 'Mia Bocca' werd een bescheiden hit in de Verenigde Staten, Zwitserland en Italië.
In de jaren negentig werkte ze samen met bekende platenproducers en componisten als Ryiuchi Sakamoto en Giorgio Moroder.

## Tegenwoordig
Jones woont tegenwoordig in Brooklyn in New York en heeft een dochter. Hoewel ze in Europa niet bekend is doet ze het in het Amerikaanse clubcircuit goed. Ze brengt nog regelmatig albums uit, waaronder 'Living For the Weekend' uit 2009. Sinds 2001 heeft ze verschillende albums uitgebracht in uiteenlopende stijlen, zoals dansalbums en albums met akoestische muziek. Ze heeft een kleine groep trouwe fans opgebouwd en is voornamelijk actief op Myspace en Facebook.

## Discografie

### Albums
- Jill Jones (1987)
- Two (2001)
- Wasted (2004)
- Living For The Weekend (2009)

### Singles
- Mia Bocca (1987)
- G-Spot (1987)
- For Love (1987)
- Bald (1993)
- Station (2001)
- Someone To Jump Up (2008)

- Gemeinsame Normdatei: 134419499
- International Standard Name Identifier: 0000 0000 6768 0048
- Library of Congress Control Number: n92011016
- MusicBrainz: 9f3771d2-4303-4656-9575-1b70d4932315
- Nederlandse Thesaurus van Auteursnamen: 073883859
- Virtual International Authority File: 63197347
- WorldCat: E39PBJfRD79WXgyVp66DXtDcyd